# Ñancul (Villarrica)
Ñancul es una localidad de la comuna de Villarrica ubicada en el sector este del territorio comunal. 
Localidad dormitorio de Villarrica, ubicada a 8 km de la capital comunal. Corresponde a un sector, con funciones netamente residenciales dentro del plano urbanístico de la zona. 
Ñancul ubicado a orillas del Río Voipir, posee una población de 2.500 habitantes, población que se encuentra beneficiada por la poca distancia que tiene de Villarrica, por lo que el transporte interurbano de la urbe villarriquense, tiene cobertura en la zona de Ñancul y sus alrededores. Gracias a esta conexión, esta zona tiene acceso a los servicios que ofrece Villarrica.
- Datos: Q66622466